# Éliminatoires du Championnat d'Europe de football 2004, groupe 3
Cet article donne le calendrier, les résultats des matches ainsi que le classement du groupe 3 des éliminatoires de l'Euro 2004.

## Classement
| Rang | Équipe      | Pts | J | G | N | P | Bp | Bc | Diff |  | Résultats (▼ dom., ► ext.) |     |     |     |     |     |
| ---- | ----------- | --- | - | - | - | - | -- | -- | ---- |  | -------------------------- | --- | --- | --- | --- | --- |
| 1    | Tchéquie    | 22  | 8 | 7 | 1 | 0 | 23 | 5  | +18  |  | Tchéquie                   |     | 3-1 | 4-0 | 5-0 | 2-0 |
| 2    | Pays-Bas    | 19  | 8 | 6 | 1 | 1 | 20 | 6  | +14  |  | Pays-Bas                   | 1-1 |     | 3-1 | 5-0 | 3-0 |
| 3    | Autriche    | 9   | 8 | 3 | 0 | 5 | 12 | 14 | -2   |  | Autriche                   | 2-3 | 0-3 |     | 2-0 | 5-0 |
| 4    | Moldavie    | 6   | 8 | 2 | 0 | 6 | 5  | 19 | -14  |  | Moldavie                   | 0-2 | 1-2 | 1-0 |     | 2-1 |
| 5    | Biélorussie | 3   | 8 | 1 | 0 | 7 | 4  | 20 | -16  |  | Biélorussie                | 1-3 | 0-2 | 0-2 | 2-1 |     |

## Résultats et calendrier
| 7 septembre 2002 | Autriche                    | 2 - 0 | Moldavie | Stade Ernst-Happel, Vienne                     |                                                |
|                  | Herzog 4e (pen.) 30e (pen.) |       |          | Spectateurs : 18 300 Arbitrage : Stuart Dougal | Spectateurs : 18 300 Arbitrage : Stuart Dougal |

| 7 septembre 2002 | Pays-Bas                                    | 3 - 0 | Biélorussie | Stade Philips, Eindhoven                       |                                                |
|                  | Davids 35e · Kluivert 37e · Hasselbaink 73e |       |             | Spectateurs : 32 000 Arbitrage : Graham Barber | Spectateurs : 32 000 Arbitrage : Graham Barber |

| 12 octobre 2002 | Biélorussie | 0 - 2 | Autriche                        | Stade Dinamo, Minsk                          |                                              |
|                 |             |       | 58e Schopp · 88e Akagündüz (en) | Spectateurs : 15 082 Arbitrage : Éric Poulat | Spectateurs : 15 082 Arbitrage : Éric Poulat |

| 12 octobre 2002 | Moldavie | 0 - 2 | Tchéquie                             | Stadionul Republican, Chișinău                |                                               |
|                 |          |       | 69e (pen.) Jankulovski · 79e Rosický | Spectateurs : 3 500 Arbitrage : Leslie Irvine | Spectateurs : 3 500 Arbitrage : Leslie Irvine |

| 16 octobre 2002 | Autriche | 0 - 3 | Pays-Bas                            | Stade Ernst-Happel, Vienne                         |                                                    |
|                 |          |       | 15e Seedorf · 20e Cocu · 30e Makaay | Spectateurs : 46 100 Arbitrage : Pierluigi Collina | Spectateurs : 46 100 Arbitrage : Pierluigi Collina |

| 16 octobre 2002 | Tchéquie                | 2 - 0 | Biélorussie | Na Stínadlech, Teplice                            |                                                   |
|                 | Poborský 6e · Baroš 23e |       |             | Spectateurs : 12 851 Arbitrage : Helmut Fleischer | Spectateurs : 12 851 Arbitrage : Helmut Fleischer |

| 29 mars 2003 | Biélorussie                 | 2 - 1 | Moldavie     | Stade Dinamo, Minsk                           |                                               |
|              | Koutouzov 43e · Gurenko 58e |       | 14e Cebotari | Spectateurs : 7 700 Arbitrage : Johan Verbist | Spectateurs : 7 700 Arbitrage : Johan Verbist |

| 29 mars 2003 | Pays-Bas           | 1 - 1 | Tchéquie   | De Kuip, Rotterdam                                  |                                                     |
|              | van Nistelrooy 45e |       | 68e Koller | Spectateurs : 48 378 Arbitrage : Kim Milton Nielsen | Spectateurs : 48 378 Arbitrage : Kim Milton Nielsen |

| 2 avril 2003 | Tchéquie                                             | 4 - 0 | Autriche | Toyota Arena, Prague                                 |                                                      |
|              | Nedvěd 18e · Koller 32e 62e · Jankulovski 56e (pen.) |       |          | Spectateurs : 17 150 Arbitrage : Antonio López Nieto | Spectateurs : 17 150 Arbitrage : Antonio López Nieto |

| 2 avril 2003 | Moldavie  | 1 - 2 | Pays-Bas                            | Stadionul Republican, Chișinău             |                                            |
|              | Boreț 16e |       | 37e van Nistelrooy · 85e van Bommel | Spectateurs : 9 500 Arbitrage : Alain Sars | Spectateurs : 9 500 Arbitrage : Alain Sars |

| 7 juin 2003 | Biélorussie | 0 - 2 | Pays-Bas                    | Stade Dinamo, Minsk                                 |                                                     |
|             |             |       | 61e Overmars · 68e Kluivert | Spectateurs : 19 309 Arbitrage : Tom Henning Øvrebø | Spectateurs : 19 309 Arbitrage : Tom Henning Øvrebø |

| 7 juin 2003 | Moldavie   | 1 - 0 | Autriche | Stadionul Republican, Chișinău                                |                                                               |
|             | Frunză 60e |       |          | Spectateurs : 3 864 Arbitrage : Joaquim Paulo Paraty da Silva | Spectateurs : 3 864 Arbitrage : Joaquim Paulo Paraty da Silva |

| 11 juin 2003 | Tchéquie                                                       | 5 - 0 | Moldavie | Stade Andrův, Olomouc                               |                                                     |
|              | Šmicer 41e · Koller 73e (pen.) · Štajner 82e · Lokvenc 88e 90e |       |          | Spectateurs : 12 097 Arbitrage : Kristinn Jakobsson | Spectateurs : 12 097 Arbitrage : Kristinn Jakobsson |

| 11 juin 2003 | Autriche                                                          | 5 - 0 | Biélorussie | Tivoli Stadion, Innsbruck                        |                                                  |
|              | Aufhauser 33e · Haas 47e · Kirchler 53e · Wallner 62e · Cerny 70e |       |             | Spectateurs : 8 100 Arbitrage : Peter Fröjdfeldt | Spectateurs : 8 100 Arbitrage : Peter Fröjdfeldt |

| 6 septembre 2003 | Biélorussie | 1 - 3 | Tchéquie                            | Stade Dinamo, Minsk                          |                                              |
|                  | Bulyga 14e  |       | 37e Nedvěd · 54e Baroš · 85e Šmicer | Spectateurs : 7 500 Arbitrage : Mike McCurry | Spectateurs : 7 500 Arbitrage : Mike McCurry |

| 6 septembre 2003 | Pays-Bas                                    | 3 - 1 | Autriche     | De Kuip, Rotterdam                           |                                              |
|                  | van der Vaart 29e · Kluivert 60e · Cocu 62e |       | 32e Pogatetz | Spectateurs : 45 000 Arbitrage : Éric Poulat | Spectateurs : 45 000 Arbitrage : Éric Poulat |

| 10 septembre 2003 | Tchéquie                                     | 3 - 1 | Pays-Bas          | Toyota Arena, Prague                             |                                                  |
|                   | Koller 14e (pen.) · Poborský 37e · Baroš 90e |       | 60e van der Vaart | Spectateurs : 18 356 Arbitrage : Lucílio Batista | Spectateurs : 18 356 Arbitrage : Lucílio Batista |

| 10 septembre 2003 | Moldavie                 | 2 - 1 | Biélorussie         | Stadionul Republican, Chișinău                |                                               |
|                   | Dadu 26e · Kovalchuk 87e |       | 90e (pen.) Vasilyuk | Spectateurs : 5 500 Arbitrage : Dejan Delević | Spectateurs : 5 500 Arbitrage : Dejan Delević |

| 11 octobre 2003 | Autriche                  | 2 - 3 | Tchéquie                                     | Stade Ernst-Happel, Vienne                           |                                                      |
|                 | Haas 49e · Ivanschitz 77e |       | 26e Jankulovski · 78e Vachoušek · 90e Koller | Spectateurs : 32 350 Arbitrage : Georgios Kasnaferis | Spectateurs : 32 350 Arbitrage : Georgios Kasnaferis |

| 11 octobre 2003 | Pays-Bas                                                                                | 5 - 0 | Moldavie | Stade Philips, Eindhoven                      |                                               |
|                 | Kluivert 43e · Sneijder 50e · van Hooijdonk 73e (pen.) · van der Vaart 79e · Robben 88e |       |          | Spectateurs : 30 995 Arbitrage : Željko Širić | Spectateurs : 30 995 Arbitrage : Željko Širić |